# Samuel Ajayi Crowther
Samuel Ajayi Crowther, född cirka 1809 i byn Osogun vid Nigerfloden i nuvarande Oyo i Nigeria, död 30 december 1891 i Lagos, var den förste afrikanske anglikanske biskopen i Nigeria.
Som barn blev Crowther 1821 med sin mor och två systrar bortrövad vid ett överfall av muslimska fulani-slavjägare och såld som slav. Hans far dödades vid överfallet. Sliten från sina närmaste övergick han från ägare till ägare, tills han, sammanlänkad med andra slavar, fördes till kusten, där han kom i en vit slavhandlares våld.
Det fartyg med vilket han skulle föras över havet blev emellertid uppfångat av en engelsk kryssare, och dess slavar frigavs. Crowther fördes nu till Sierra Leone, den koloni som upprättats av England för befriade svarta slavar, och blev efter några års undervisning i en av engelska kyrkomissionssällskapets ("Church Missionary Society") skolor döpt den 11 december 1825. En tid därefter medföljde han en missionärsfamilj till England och fick i Liverpool fortsatt undervisning. Återkommen till Sierra Leone genomgick han prästseminariet där. Han anställdes som lärare vid seminariet, och arbetade där till 1841, då han åtföljde en missionsexpedition till sin hembygd. Efter att sedan ha fått en grundligare utbildning vid Islington College i London blev han 1843 ordinerad och återvände till sin hembygd. 1845 grundlade han en mission i Yoruba i Västafrika. Redan 1854 räknade Yorubaförsamlingen icke mindre än omkring 1 000 medlemmar, och Crowther hade översatt Bibeln till yorubaspråket.
1857 började under Crowthers ledning missionen i Nigerområdet, där alla missionärerna skulle vara svarta kristna. Crowther var outtröttlig i arbetet och förenade med ett stilla, ödmjukt och hängivet sinne ett nyktert omdöme och en praktisk blick, troget följande sin grundsats: "evangelium och plogen". Stationer upprättades, och församlingar bildades. Han hedrades av Oxfords universitet med teologie doktorsvärdigheten och vigdes 1864 till biskop.